# Urbanización El Hipódromo

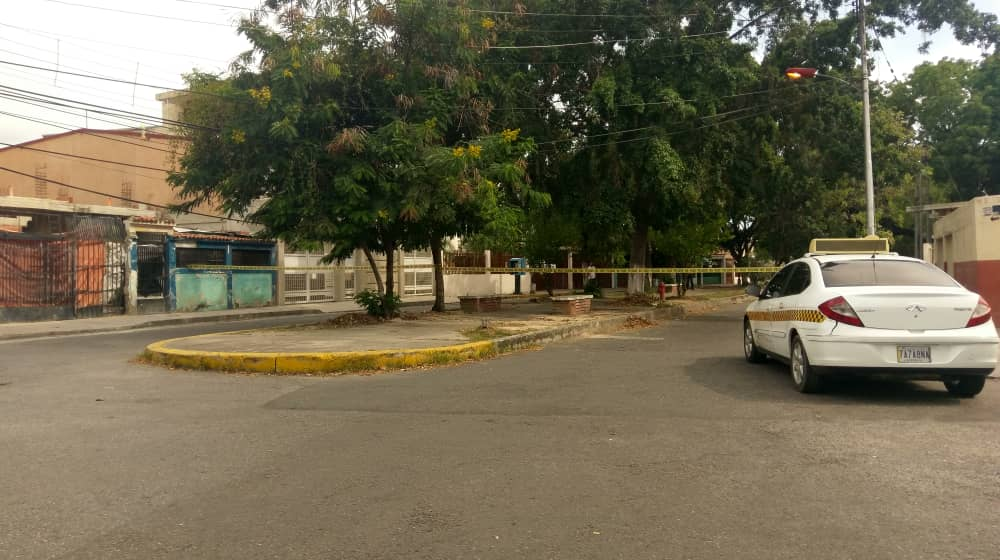
Vista de unas de las calles de la urbanización. A la izquierda el colegio Vicente Lecuna.

La urbanización El Hipódromo es un conjunto urbano ubicado en la parte sureste de Maracay, en la parroquia José Casanova Godoy, municipio Girardot, estado Aragua.
Esta urbanización obrera comenzó a construirse a partir de 1946, como parte de una obra de interés social durante el gobierno del presidente Rómulo Betancourt para dotar de viviendas a los sectores más necesitados de la población.
La construcción del urbanismo fue un proceso lento, prácticamente una década, porque fue en 1955 cuando el Banco Obrero notificó a  la municipalidad de Maracay la concreción de la obra.
El nombre del urbanismo se debe a la existencia del tercer Hipódromo de Maracay llamado Compañía Anónima Hipódromo de Maracay empresa de la municipalidad quienes en 1946 mandan una correspondencia al Concejo para solicitar un permiso  para fabricar una serie de postes, uno cada 50 metros, para pasar las líneas correspondientes y unir el hipódromo con la emisora de Radio Maracay, esto al sur de la ciudad específicamente donde hoy se encuentra la urbanización El Centro. Por esta razón las calles le llamaron bloque A, B y C, considerando las tribunas de dicho centro o lugar destinado para carreras de caballo por ende  de recreación pública.

El patrón organizativo de la Urbanización contaba de dos anillos concéntricos entre los cuales estaban emplazadas las viviendas, de modo que uno les era exterior y el otro interior, enlazados por veredas. Peatonales que daban acceso a las viviendas; el área central-limitaba por el anillo interior se reservo para usos educacionales y recreativos.
60 años de Experiencia en desarrollo Urbanísticos de bajo costo en Venezuela" (1988), Pág. 89.